# Тайна Щербатой
«Тайна Щербатой» – специальное издание о котах-воителях. Написана Черит Болдри под авторским псевдонимом Эрин Хантер, издана 9 октября 2012 года.

## Аннотация
Щербинка живёт в племени Теней и с нетерпением ожидает момента, когда станет воителем. Однако когда она получает долгожданный статус, то к своему удивлению понимает, что её лапы не предназначены, чтобы проливать кровь и её истинное предназначение – быть целителем. Пока Щербатая борется с тем, чтобы забыть своё прошлое воителя, её преследует страшный секрет, который ставит её собственную жизнь и жизнь соплеменников под угрозу.

## История публикации
«Тайна Щербатой» была опубликована издательством HarperCollins в твердом переплете и в формате электронной книги 9 октября 2012 года. «Тайна Щербатой» также переведена на китайский и французский языки. Русский перевод выпущен в двух томах.

## Отзывы
«Как и другие кошки из племени Теней, Щербатая всегда мечтала стать воином, но, начиная свое ученичество, она делает открытие, которое заставляет её стать целительницей. Когда она обучается в качестве целителя, её преследует пророчество, которое она не может полностью понять, и чувство мрачного предчувствия. Она ещё не знает, так это то, что ее судьба скрывает секрет, который может уничтожить все племена котов-воителей. Это продолжение в „высоком стиле“» — Barnes & Noble.